# 朱锡昂
朱锡昂（1887年—1929年6月），男，广西博白人，中国革命家，曾任中共广西特委书记。

## 纪念
- 朱锡昂烈士故居遗址